# The Psychedelic Sounds of the 13th Floor Elevators
The Psychedelic Sounds of the 13th Floor Elevators es el primer álbum de la banda estadounidense 13th Floor Elevators. El sonido del álbum mezcla elementos del folk, garage rock, blues y psicodelia. El álbum es considerando el primero en utilizar el término psicodelia en referencia a la música en su interior, sin embargo, existe una disputa sobre lo anterior ya que dos bandas usaron el término en LP publicados en noviembre de 1966: Psychedelic Lollipop de la banda neoyorkina The Blues Magoos, y Psychedelic Moods de The Deep.

## Lista de canciones original
| N.º | Título                                  | Duración |  |
| 1.  | «You Don't Know (How Young You Are)»    | 2:59     |  |
| 2.  | «Through the Rhythm»                    | 3:10     |  |
| 3.  | «Monkey Island»                         | 2:40     |  |
| 4.  | «Roller Coaster»                        | 5:07     |  |
| 5.  | «Fire Engine»                           | 3:23     |  |
| 6.  | «Reverberation»                         | 2:51     |  |
| 7.  | «Tried to Hide»                         | 2:48     |  |
| 8.  | «You're Gonna Miss Me»                  | 2:30     |  |
| 9.  | «I've Seen Your Face Before (Splash 1)» | 3:56     |  |
| 10. | «Don't Fall Down»                       | 3:03     |  |
| 11. | «The Kingdom of Heaven (Is Within You)» | 3:12     |  |

- Datos: Q1066220